# Nahlin Plateau
Das Nahlin Plateau ist eine Hochebene im Nordwesten der kanadischen Provinz British Columbia. Sie liegt zwischen dem Sheslay River im Westen, dem Tuya River im Osten, dem Nahlin River im Norden und dem Stikine River im Süden. Das Nahlin Plateau ist als Teil des Stikine Plateau ein Teil des British Columbia Interior; angrenzende Teile dessen sind das Taku Plateau im Nordwesten, das Tahltan Highland im Südwesten und Süden, das Kawdy Plateau im Norden und das Spatsizi Plateau im Südosten. Das Nahlin Plateau ist der Ort der Level Mountain Range und der Heart Peaks, zweier kleiner Gebirgszüge, die Teile eines großen Schildvulkans bilden.